# NGC 185
NGC 185 (také známá jako Caldwell 18) je trpasličí sférická galaxie v souhvězdí Kasiopeji vzdálená přibližně 2,15 milionů světelných let. Objevil ji William Herschel 30. listopadu 1787. Je členem Místní skupiny galaxií a spolu s NGC 147 je satelitní galaxií Galaxie v Andromedě (M31). Zároveň s NGC 147 vytváří fyzickou dvojici.
Na obloze leží v jižní části souhvězdí Kasiopeji nedaleko hranice se souhvězdím Andromedy. Za příznivých pozorovacích podmínek je viditelná i dalekohledem s objektivem o průměru 100 mm, který ji ukáže jako slabou mlhavou skvrnku s úhlovou velikostí 5′.
Na rozdíl od většiny trpasličích eliptických galaxií obsahuje NGC 185 mladé hvězdokupy a vznik hvězd v ní v nedávné minulosti probíhal pomalu. NGC 185 má aktivní galaktické jádro (AGN) a je obvykle označována jako Seyfertova galaxie 2. typu,
i když je u ní tento status zpochybněn.
Je to pravděpodobně nejbližší Seyfertova galaxie od Země a jediná známá v Místní skupině galaxií.

## Vznik hvězd
V roce 1999 studovala skupina vědců historii vzniku hvězd v této galaxii
a zjistila, že většina hvězd vznikla v jejích raných dobách. V poslední přibližně jedné miliardě let hvězdy vznikaly pouze blízko středu této galaxie. Walter Baade v ní v roce 1951 objevil mladé modré objekty, ale ukázalo se, že to jsou hvězdokupy a nikoli jednotlivé hvězdy. Poblíž centra galaxie byl také objeven pozůstatek supernovy.